# Никола Кенов
Никола Кенов е български диригент, композитор и музикален педагог.

## Биография
Роден е на 1 януари 1902 година в град Карнобат. Възпитаник е на Държавната музикална академия. Дългогодишен преподавател е в Пловдивската мъжка гимназия, а през 1951 година се присъединява като преподавател по музика към пловдивското педагогическо училище „Карнеги“. Негови ученици са Димитър Петков, Кръстьо Марев и Ангел Манолов.
Основател е на симфоничния оркестър към Пловдивското певчевско дружество и на смолянския ансамбъл „Родопа пее“.
Негово дело е обработката на голям брой народни песни, сред тях са „Брала мома руже цвете“ и „Глава ли те боли, сине мой“. Част от тези песни са отпечатани в три негови авторски сборника.